# Vízi menta
A vízi menta (Mentha aquatica) az ajakosvirágúak (Lamiales) rendjébe és az árvacsalánfélék (Lamiaceae) családjába tartozó faj. Egyéb magyar nevei: balzsamfű vagy balzsamka.

## Előfordulása
A vízi menta elterjedési területe Európa, Ázsia és Afrika. Kerüli a nagyon hideg helyeket, például Európa északi részét és a sivatagos földrészeket is. Észak-Amerikába és Ausztráliába betelepítették.

## Alfajok
- Mentha aquatica subsp. aquatica
- Mentha aquatica subsp. litoralis

## Megjelenése
A vízi menta többnyire felálló, egyszerű vagy elágazó szárú, 20-80 centiméter magas, évelő növény. Megdörzsölve erős borsmentaillatot áraszt. Levelei nyelesek, többé-kevésbé szőrösek, kerek vagy keskenyedő vállból tojásdad vagy hosszúkás alakúak, szélük csipkés, fűrészes, hosszuk 2-6 centiméter. A rózsaszín vagy lila virágok árörvökben állnak, melyek a hajtás csúcsán összezsúfolódva gömb formájú fejecskét alkotnak. Az alsóbb levelek hónaljában fejlődő álörvök jóval kisebbek. Termése négymagvú makkocska.

## Életmódja
A vízi menta mocsarak, nedves rétek, vízpartok, árkok, magas sásosok, liget- és láperdők lakója. 1200 méter magasságig megtalálható. Nedves, tápanyagban gazdag agyag-, vályog- vagy tőzegtalajokon nő. Az ivaros szaporodás mellett kúszó gyöktörzsével és hosszú, föld feletti, leveles indáival is terjeszkedik. A virágzási ideje júliustól szeptember, esetleg október végéig tart.

## Hatóanyagai
Drogja (Menthae aquarticae herba) szabadlinalool, linalilacetát, carvon, szeszkvirterpén tartalmú illóolajat, cseranyagot tartalmaz.

## Gyógyhatásai
Teája szélhajtó, valamint gyomorbántalmak, epebántalmak ellen használják, ezen kívül bélféregűző hatása is ismert. Külsőleg reumás bántalmak borogatására használják

## Gyűjtése
A növény föld feletti részét gyűjtik virágzáskor.

## Képek

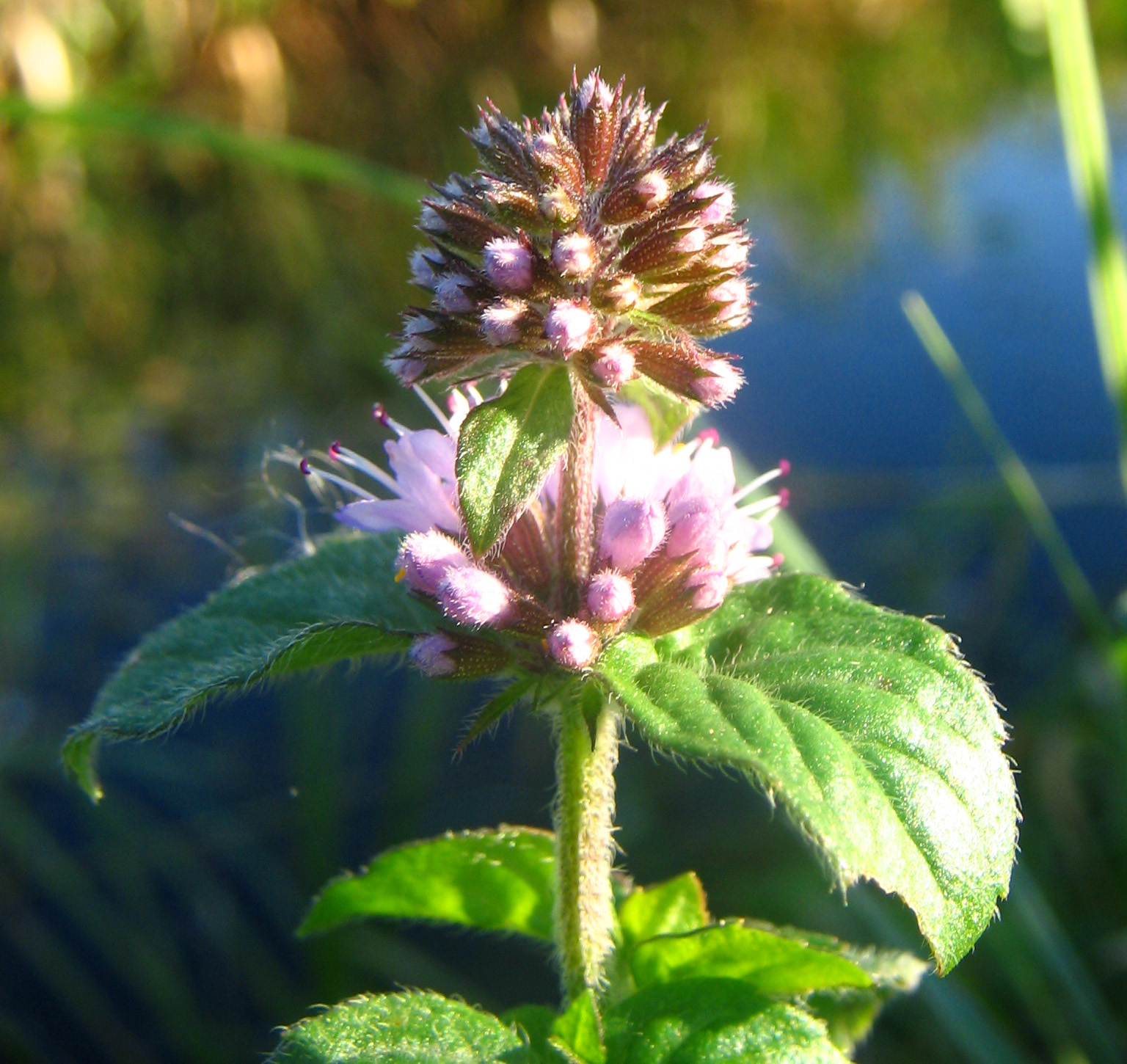
A növény
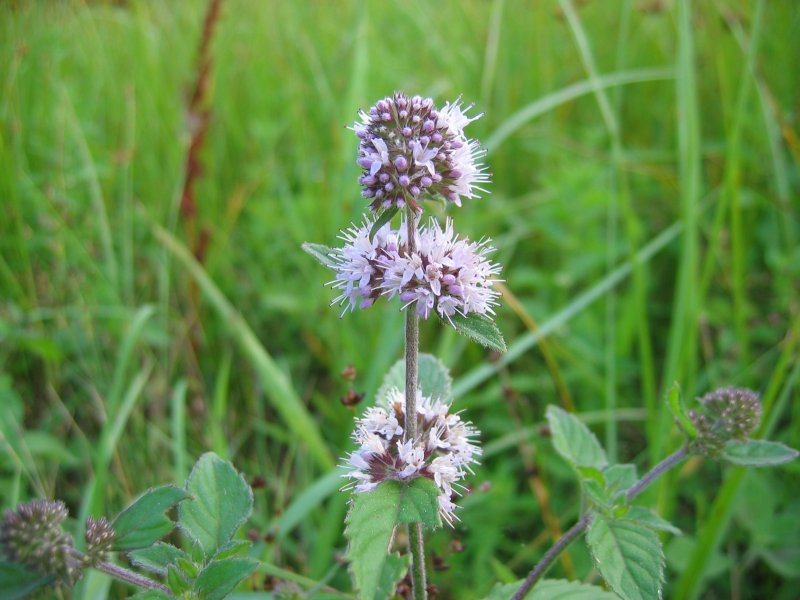
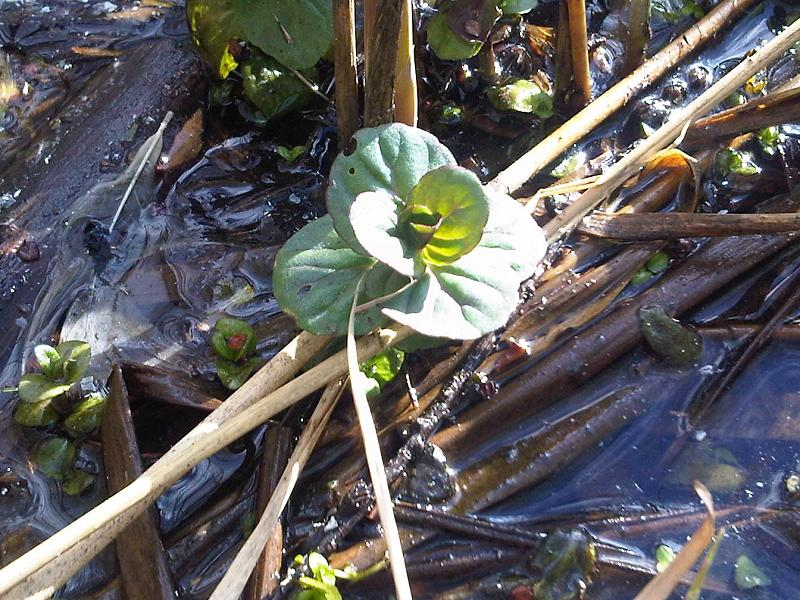
Fiatal vízi menta
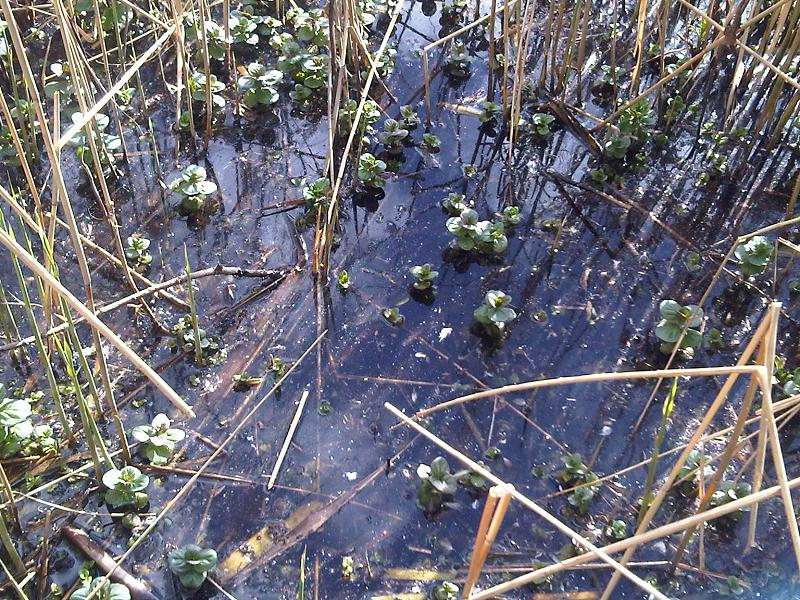
és vízi menta telep
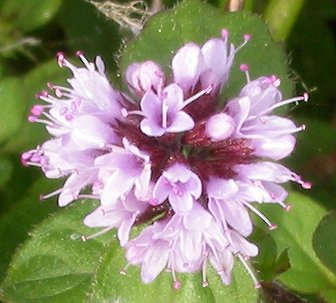
Virágok
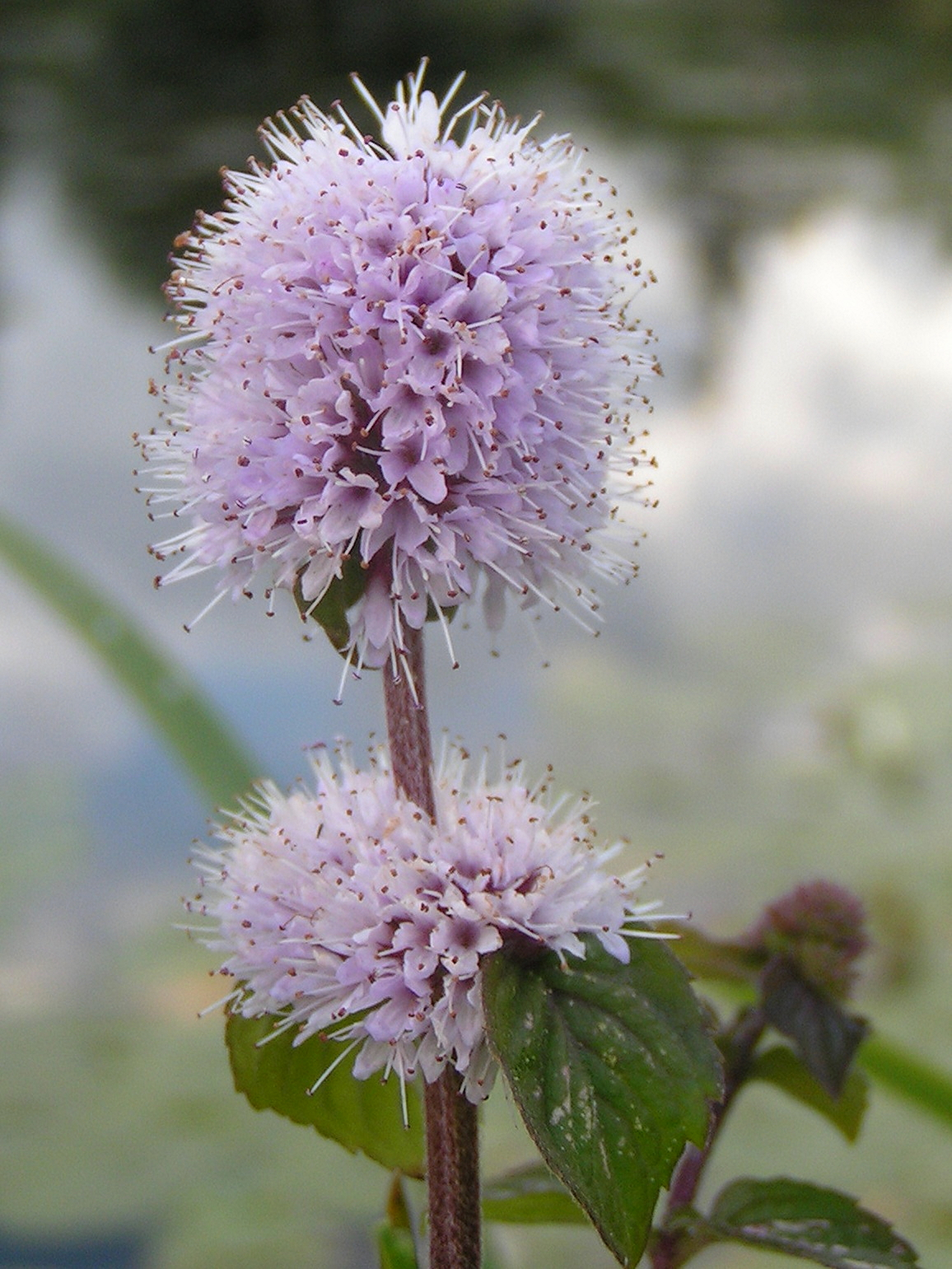
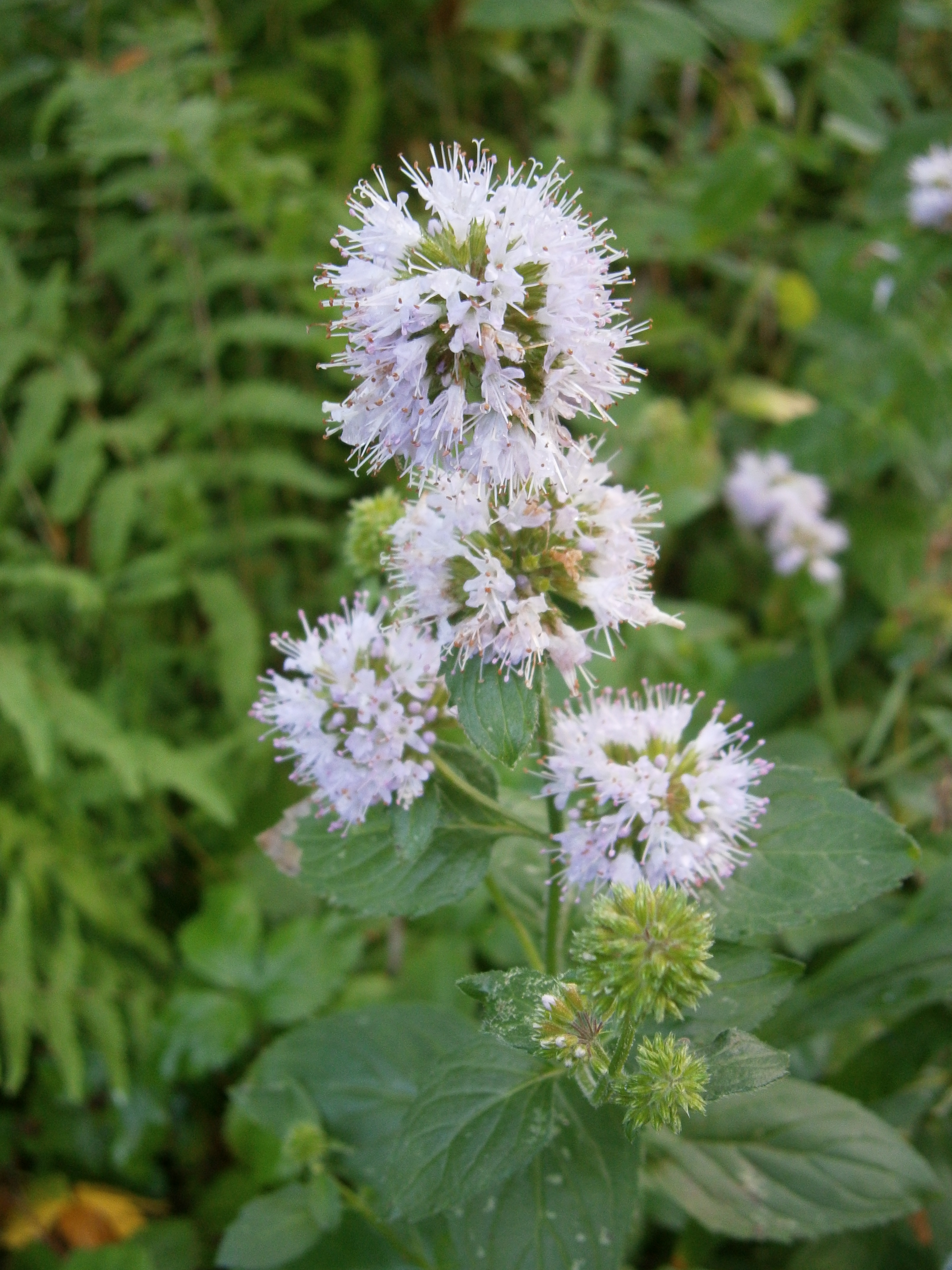
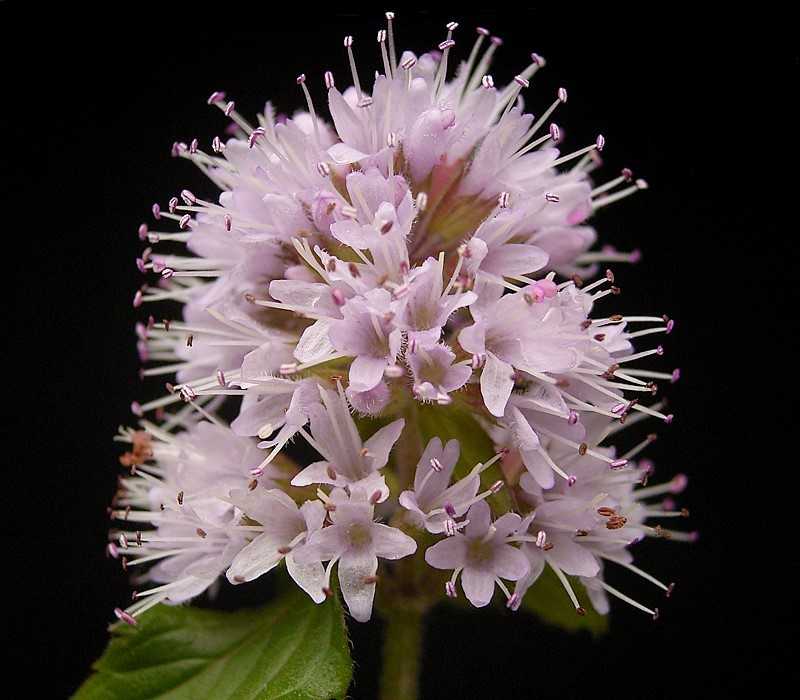
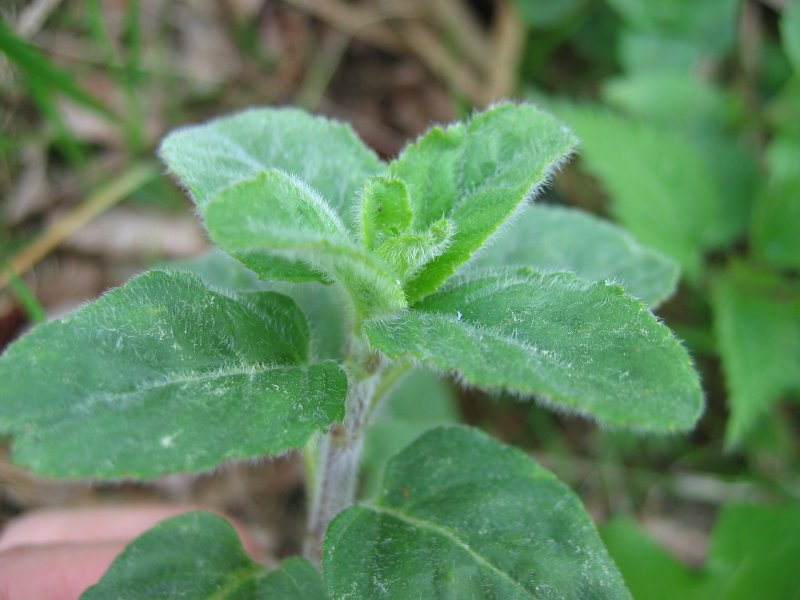
Levelei
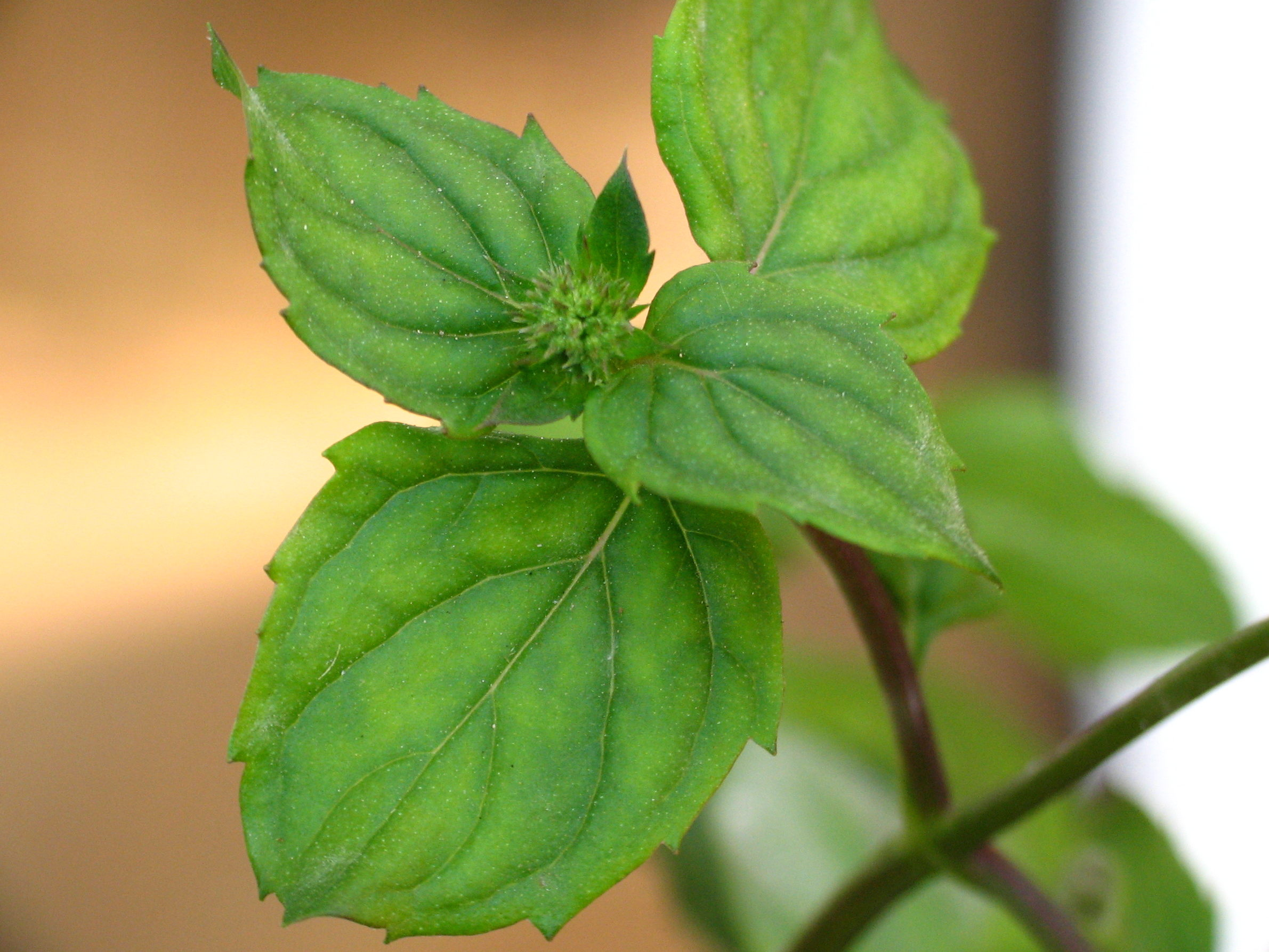
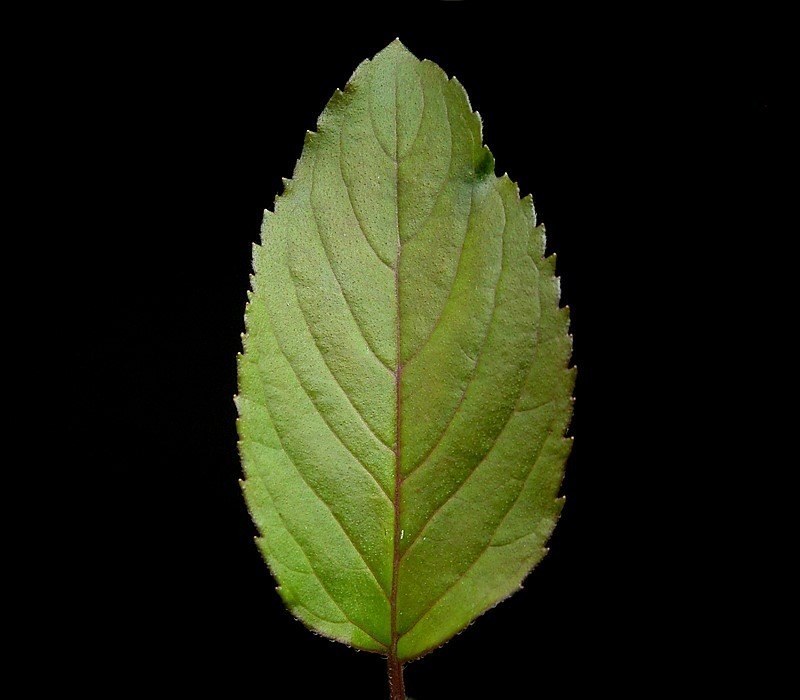
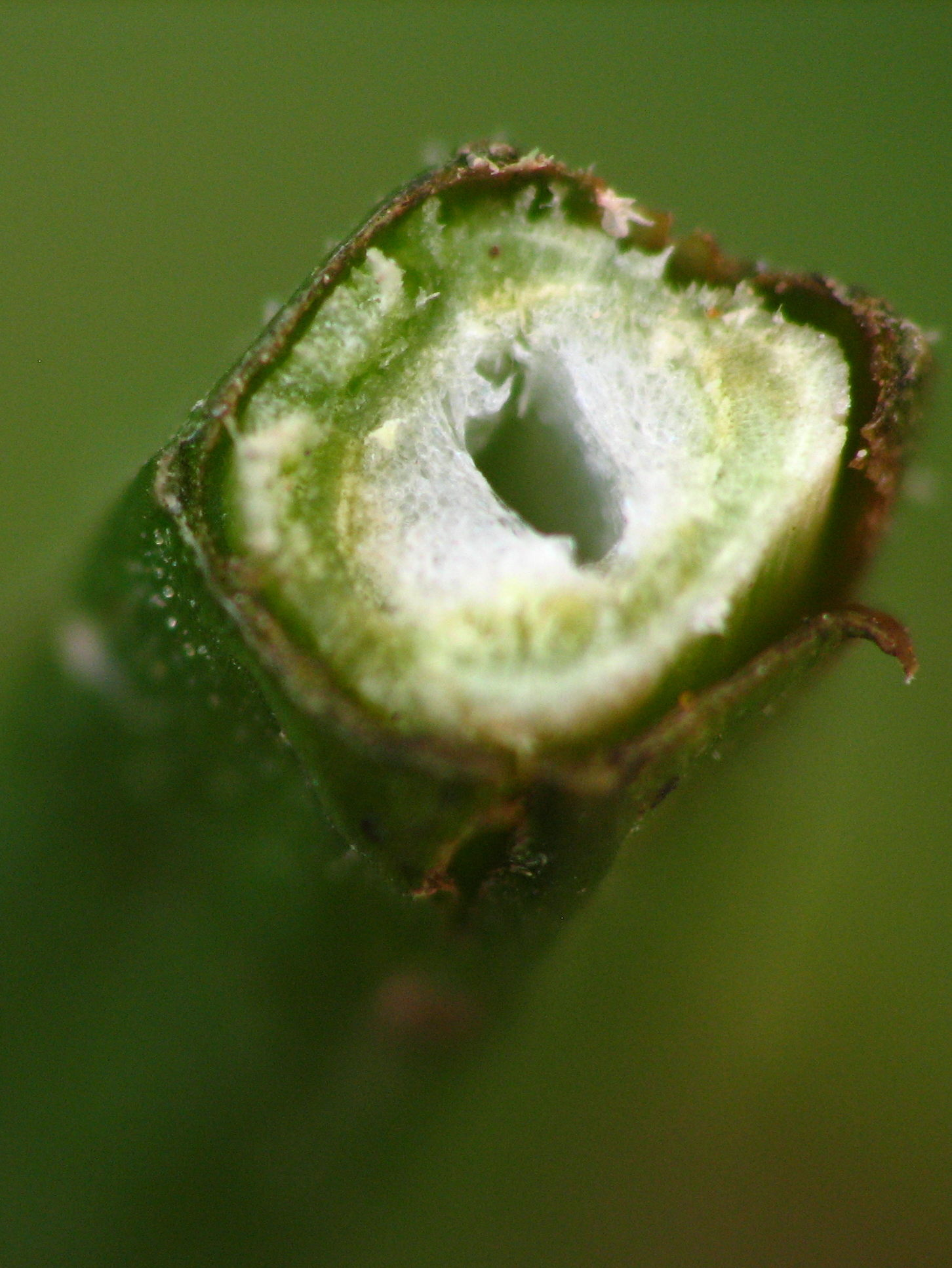
Szárának keresztmetszete
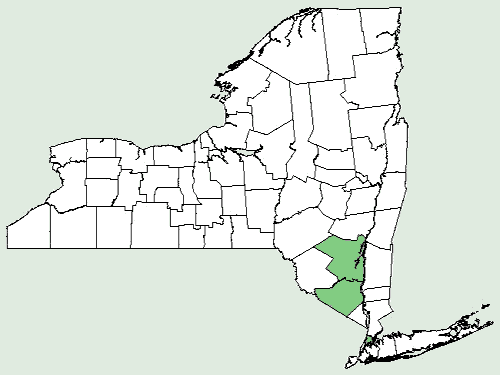
New York-i előfordulása
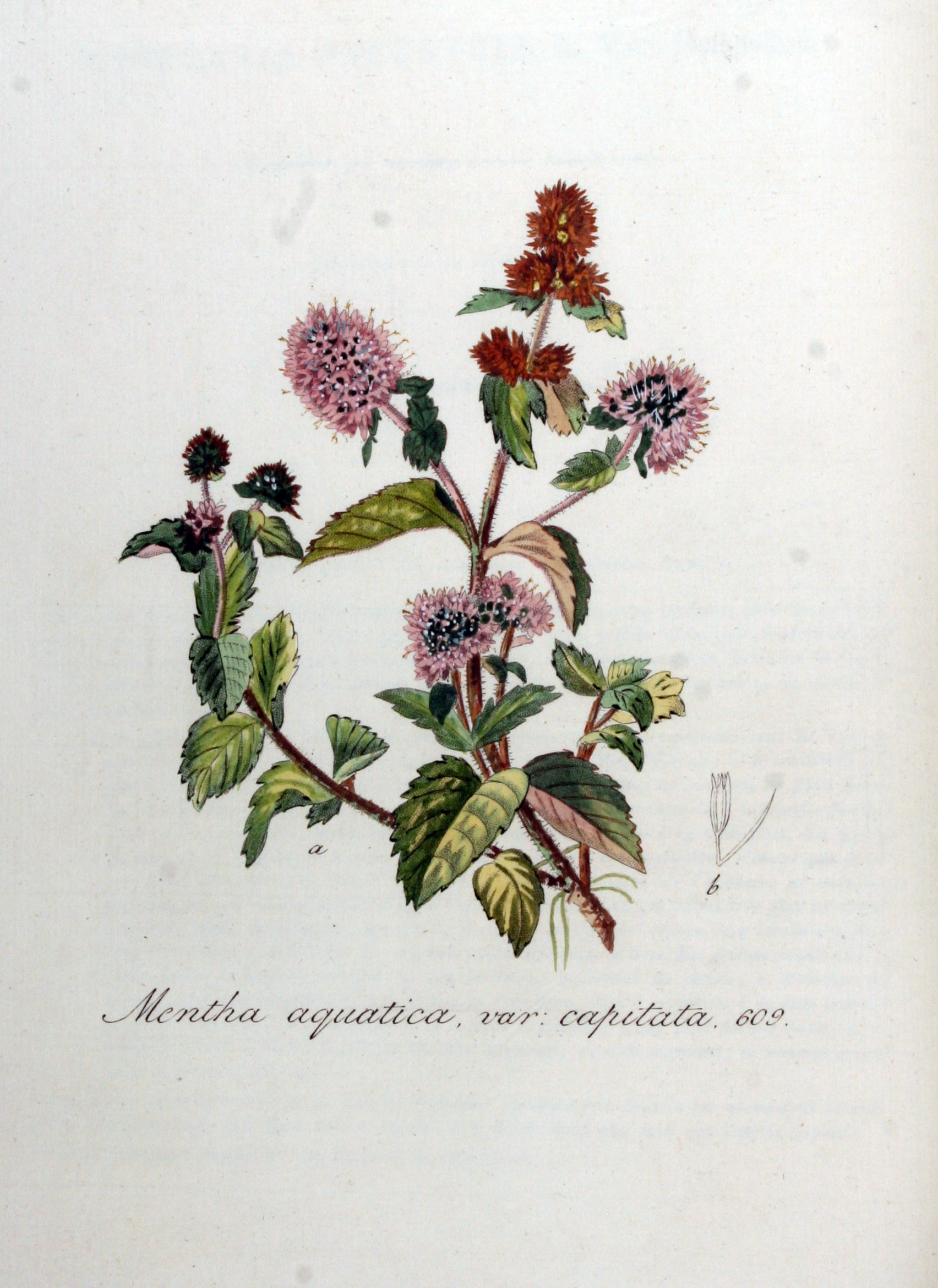
Mentha aquatica var. capitata
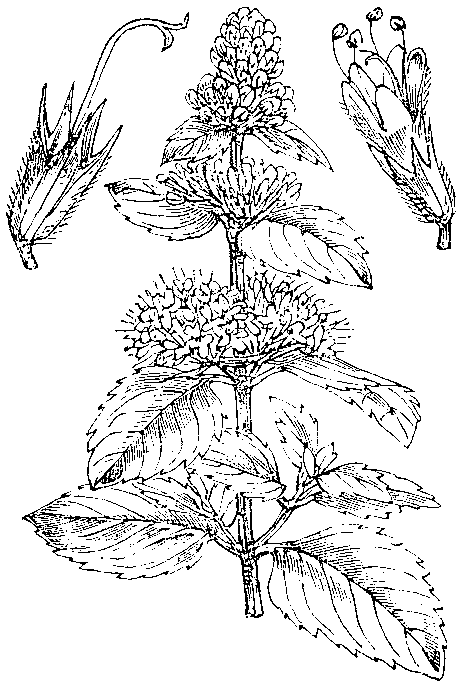
Rajzok a növényről
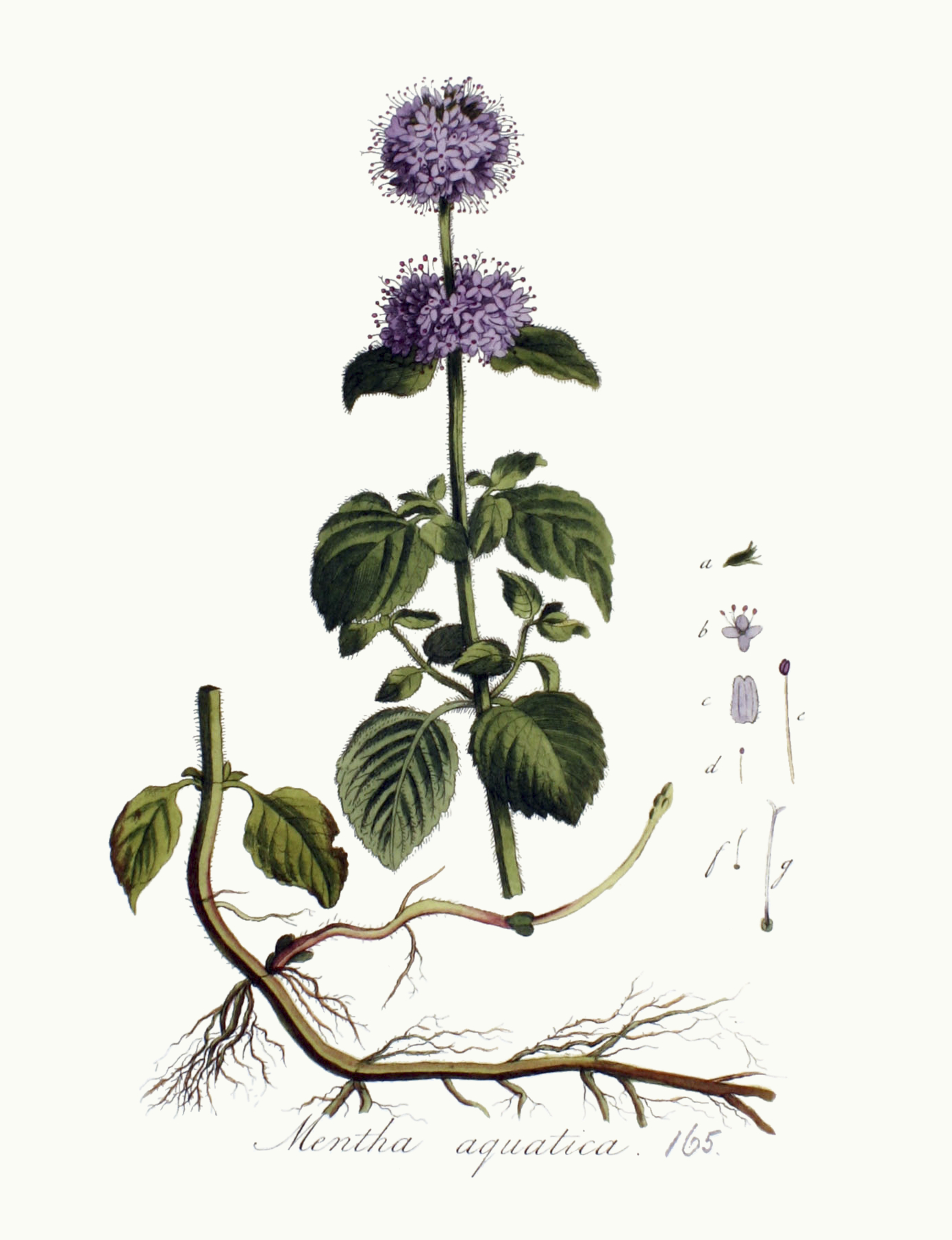